# David Diamond
David Leio Diamond  foi um compositor estadounidense de música clássica nascido em 9 de julho de 1915 e falecido a 13 de junho de 2005.
Nasceu em Rochester, Nova York e estudou no Cleveland Institute of Music e no Eastman School of Music baixo a supervisão de Bernard Rogers.

## Biografia
Em 1934 foi a Nova Yorque com uma bolsa, para estudar com Paul Boepple e Roger Sessions até a primavera de 1936.
Ganhador de vários prêmios (entre eles três bolsas Guggenheim) está considerado um dos compositores estadounidenses mais prominentes de sua geração.
Pela sua condição de judeu e homossexual, considerava que sua carreira se viu freada pela homofobia e o antisemitismo.
Diamond faleceu em sua casa de Brighton de uma insuficiência cardíaca.

## Obras
Entre suas obras há que assinalar onze sinfonias, três concertos para violin, onze quartetos de corda e outras obras para sopro ou para piano, ainda que sua obra mais popular seja Rounds (1944) para orquestra de cordas.
- Ballet
  - Tom (1936)
- Orquestra
  - Sinfonías
    - Sinfonía N º 1 (1940)
    - Sinfonía N º 2 (1942-1943)
    - Sinfonía N º 3 (1945)
    - Sinfonía N º 4 (1945)
    - Sinfonía N º 5 (1947-1964)
    - Sinfonía N º 6 (1951)
    - Sinfonía N º 7 (1957)
    - Sinfonía N º 8 (1958-1960)
    - Sinfonía N º 9 (1985)
    - Sinfonía N º 10 (1980)
    - Sinfonía N º 11 (1989-1991)

  - Salmos (1936)
  - Rodadas para orquestra de cordas (1944)
- Concertante
  - Concerto para violín N º 1 (1937)
  - Concerto da Pequena Orquestra (1940)
  - Concerto para violín N º 2 (1947)
  - Concerto para violín N º 3 (1976)
  - Kaddish, para cello e orquestra (1987)
- Câmara
  - Quarteto de Sensatas N º 1 (1940)
  - Quarteto de Sensatas N º 2 (1943-4)
  - Quarteto de Sensatas N º 3 (1946)
  - Quarteto de Sensatas N º 4 (1951)
  - Quarteto de Sensatas N º 5 (1960)
  - Quarteto de Sensatas N º 6 (1962)
  - Quarteto de Sensatas N º 7 (1943)
  - Quarteto de Sensatas N º 8 (1964)
  - Quarteto de Sensatas N º 9 (1965-1967)
  - Quarteto de Sensatas N º 10 (1956)
- Outras
  - Tantivy (1988)
  - Música corações (1989)
- Vocal
  - David chora a Absalón (1946), completada com o texto 2 Samuel 18:33
- Filmes
  - When in Rome (2010)